# プロビジョナル
| ウィキペディアには「プロビジョナル」という見出しの百科事典記事はありません（タイトルに「プロビジョナル」を含むページの一覧/「プロビジョナル」で始まるページの一覧）。 代わりにウィクショナリーのページ「provisional」が役に立つかもしれません。 |